# 紫波インターチェンジ
紫波インターチェンジ（しわインターチェンジ）は、岩手県紫波郡紫波町上平沢にある、東北自動車道のインターチェンジ。

## 道路
- E4 東北自動車道（40番）

接続する道路
- 岩手県道46号紫波インター線
- 岩手県道162号紫波雫石線

## 料金所
- ブース数：4

### 入口
- ブース数：2
  - ETC専用：1
  - 一般：1

### 出口
- ブース数：2
  - ETC専用：1
  - 一般：1

## 周辺
- 野村胡堂・あらえびす記念館 - 『銭形平次捕物控』の著作で知られる野村胡堂の生誕地の縁で記念館が設置されている。約15分。
- ラ・フランス温泉館約5分。

## 隣
E4 東北自動車道
(39)花巻IC - 紫波SA - (40)紫波IC - (40-1)矢巾PA/SIC - (41)盛岡南IC